# ليان
ليان (LieN) هي مجموعة يابانية لإنتاج الموسيقى, تابعة لشركة سيبر كونيكت 2.

## الأعضاء
- تومويو ميتاني (三谷朋世 ميتاني تومويو): المغنية
- تشيكايو فوكودا (福田考代 فوكودا تشيكايو): مؤلفة كلمات الأغاني, مؤلفة و موزعة الموسيقى

## ديسكوغرافيا
- LieN Original Album Noir －ノワール－
- LieN Original Album Blanc －ブラン－
- Voyage

## أعمال المجموعة في الأنمي

### أفلام أنمي
- دوت هاك جي يو تريلوجي
- دوت هاك: في الجانب الآخر من العالم

## أعمال المجموعة في ألعاب الفيديو
- دوت هاك لينك
- سولاتوروبو: ريد ذا هنتر
- دوت هاك فرسس
- غيلتي دراغون